# Janusz Pelc (programista)
Janusz Pelc (ur. 1969) – polski programista, projektant gier komputerowych i systemów zarządzania treścią, grafik, kompozytor i producent muzyki do gier komputerowych. Wiceprezes zarządu przedsiębiorstwa DreamLab.

## Życiorys
Pelc zadebiutował jako programista w 1989 roku, tworząc grę komputerową Robbo na 8-bitowe komputery Atari. Był wtedy jeszcze maturzystą. Opublikowana została ona przez jednego z pierwszych polskich wydawców gier komputerowych, Laboratorium Komputerowe Avalon (LK Avalon), założone przez samego Janusza Pelca i Tomasza Pazdana w Rzeszowie. Gra Robbo zyskała miano kultowej w środowisku polskich graczy i uważana jest za najpopularniejszą polską produkcję na komputery Atari.
W latach 1990-1992 Pelc tworzył i współtworzył gry komputerowe wydawane przez LK Avalon na 8 bitowe komputery Atari i Commodore. Oprócz samodzielnych produkcji, był także twórcą grafiki (m.in. Fred) i muzyki (Lasermania) do gier innych programistów.
W 1992 opuścił LK Avalon i wraz z Maciejem Miąsikiem założył firmę xLand. W 1992 roku studio wydało swoją pierwszą produkcję, grę platformową Electro Body. Rok później ukazały się nowe wersje gier stworzonych wcześniej przez Janusza Pelca – Adventures of Robbo i Heartlight PC. W 1995 roku opuścił studio i założył wspólnie z Maciejem Miąsikiem grupę Chaos Works, która stworzyła strzelankę dwuwymiarową Fire Fight, wyprodukowaną przez Epic Megagames i wydaną przez Electronic Arts.
Od końca lat 90. współtworzył system zarządzania treścią portalu Onet.pl. Zaprojektował jedną z wersji platform systemowych Onetu. Był głównym architektem systemów w Onet.pl, następnie pełnił funkcję członka zarządu spółki DreamLab.

## Samodzielne produkcje

### Gry
- Robbo (1989)[4]
- Robbo Konstruktor (1990)[4]
- Misja (1991)[7]
- Heartlight (1991)[8]

### Programy użytkowe
- Chaos Music Composer, trzyścieżkowy tracker
- Chaos Loader
- Chaos Font Editor